# Порнография в России
Порнография в России (др.-греч. πόρνη — проститутка, блуд и γράφω — пишу, рисую, описываю; жарг. — «клубничка») получила широкое распространение в позднесоветское время. Производство и распространение порнографических материалов регулируется Федеральными законами и Уголовным кодексом.
В советские годы порнографией могли считаться не только изображения любых сцен секса, но и картинки (фотографии) женщин в жанре ню. Во многом это связано с тем, что первыми обнажёнными фотомоделями в императорском Петербурге XIX века были проститутки, которые использовали свои фотографии для пропаганды своих услуг.
Следующий этап порнографии в России принесло распространение видеомагнитофонов и видеокассет. Культовыми «порнографическими» фильмами в позднесоветскую эпоху считались «Греческая смоковница» и «Эммануэль».

## Российское порно
Впоследствии[когда?] в России появились собственные подпольные порностудии, порнофильмы и порнозвёзды. Также российских девушек начали снимать и зарубежные режиссёры, одним из первых стал Джей Син (англ. Jay Sin), в 2001 году организовавший студию sineplex, которая специализировались исключительно на анальных межрасовых сценах. Всего Син снял в анальных сценах 627 российских актрис. Также «русское порно» снимал известный Джоаким Кессеф, который также предпочитает жёсткие анальные сцены. По сведениям сайта eurobabeindex, по количеству российские порноактрисы первые в Европе, опережая такие страны как Чехия и Венгрия, а все остальные страны опережая в сумме даже на треть. Первыми известными российскими порнорежиссёрами стали Сергей Прянишников (SP-Company), Сергей Логинов (кинокомпания «Клубничка») и Боб Джек, а среди порноактрис широкую известность приобрела Елена Беркова.
Новый толчок к развитию порнографии дало распространение Интернета и социальных сетей (в частности, появившаяся в 2006 году социальная сеть «ВКонтакте»). Имели место неудачные попытки порнопроизводителей через суд добиться запрета на распространение видео «ВКонтакте».

## Юридические аспекты

### Относящиеся к порнографии определения в действующем законодательстве
Россия является участником международной Конвенции о пресечении обращения порнографических изданий и торговли ими (Женева, 12 сентября 1923 г.). Согласно ст. 1 этой Конвенции запрещено изготовление или хранение сочинений, рисунков, гравюр, картин, печатных изданий, афиш, эмблем, фотографий или других порнографических предметов с целью их распространения или публичной демонстрации, ввоз, перемещение через Государственную границу и вывоз лично или через посредника с целью распространения или публичной демонстрации указанных предметов или пуск их тем же либо другим способом в обращение; торговля, распространение этих предметов, публичная демонстрация или иные сделки с этими предметами; анонсирование или оглашение любым способом в целях поощрения оборота или торговли.
По состоянию на 2020 год уголовная ответственность за незаконное изготовление и распространение порнографических материалов устанавливается статьями 242 и 242.1 главы 25 УК РФ, из которых следует, что любая порнография в России полностью запрещена. Законодательные определения связанных с порнографией понятий содержатся в Федеральном законе от 29.12.2010 № 436-ФЗ «О защите детей от информации, причиняющей вред их здоровью и развитию», вступившем в силу 1 сентября 2012 года. Так, приводится следующее определение информации порнографического характера: «информация, представляемая в виде натуралистических изображения или описания половых органов человека и (или) полового сношения либо сопоставимого с половым сношением действия сексуального характера, в том числе такого действия, совершаемого в отношении животного». При этом натуралистические изображение или описание — это «изображение или описание в любой форме и с использованием любых средств человека, животного, отдельных частей тела человека и (или) животного, действия (бездействия), события, явления, их последствий с фиксированием внимания на деталях, анатомических подробностях и (или) физиологических процессах».
Кроме того, примечание к ст. 242.1 УК РФ указывает, что под материалами и предметами с порнографическими изображениями несовершеннолетних для целей Уголовного кодекса понимаются материалы и предметы, содержащие любое изображение или описание в сексуальных целях:
- полностью или частично обнаженных половых органов несовершеннолетнего;
- несовершеннолетнего, совершающего либо имитирующего половое сношение или иные действия сексуального характера;
- полового сношения или иных действий сексуального характера, совершаемых в отношении несовершеннолетнего или с его участием;
- совершеннолетнего лица, изображающего несовершеннолетнего, совершающего либо имитирующего половое сношение или иные действия сексуального характера.

Из этих определений предусмотрены некоторые исключения. Так, ФЗ от 29.12.2010 № 436-ФЗ указывает, что его нормы не распространяются на оборот информационной продукции, имеющей значительную историческую, художественную или иную культурную ценность для общества, а УК РФ устанавливает, что «не являются материалами и предметами с порнографическими изображениями несовершеннолетних материалы и предметы, содержащие изображение или описание половых органов несовершеннолетнего, если такие материалы и предметы имеют историческую, художественную или культурную ценность либо предназначены для использования в научных или медицинских целях либо в образовательной деятельности в установленном федеральным законом порядке».

### Исторический и доктринальный аспект
В течение долгого времени определения порнографии в советском, а позже российском законодательстве отсутствовали, несмотря на установление общего запрета на её оборот. Традиционно, для того, чтобы установить, является ли предмет или материал порнографическим, назначалась экспертиза с участием экспертов-искусствоведов, в частности, специалистов в области кино- и видеоискусства либо телевидения, в той области, к которой относится соответствующий материал. На необходимость проведения такой комплексной экспертизы указывалось в решениях высших судебных инстанций. Так, по делу К. и О. об изготовлении и распространении порнографии суд не счёл заключение экспертной комиссии доказательством по причине того, что в её состав входили специалисты в области медицины, педагогики, врач-сексопатолог и художник, но не входили специалисты в области кино- видео- или телеискусства. При этом следователь и суд не выяснили у лиц, привлечённых в качестве экспертов, обладают ли они надлежащими познаниями в области исследования. Суд направил дело на повторное расследование, указав, что потребуется провести «повторную искусствоведческую экспертизу с привлечением квалифицированных специалистов в области киноискусства, имеющих соответствующее образование и опыт работы». Была проведена повторная искусствоведческая экспертиза, заключением которой фильмы не были признаны порнографическими, и дело было прекращено за отсутствием в действиях К. и О. состава преступления.
Начиная с середины 1990-х годов, когда в условиях либерализации законодательства и правоприменительной практики резко возросли масштабы оборота эротики и порнографии, предпринимались попытки законодательно урегулировать отношения в данной сфере. Однако они так и не увенчались успехом: ни один из предложенных законопроектов, регулирующих оборот продукции секусуального характера и порнографической продукции, так и не был принят. В 2010 году в Государственную думу вновь был внесён проект Федерального закона «Об ограничении оборота продукции эротического и порнографического характера» — Законопроект № 295503-5 Архивная копия от 4 марта 2016 на Wayback Machine. 19 декабря 2012 года законопроект отклонили.
Некоторые ориентиры содержались в приказе Государственного комитета РФ по кинематографии от 20 октября 1999 г № 7-1-19/74 «О Временном руководстве по возрастной классификации аудиовизуальных произведений». Фильмы, программы и прочие материалы, в которых содержится «непристойная, вульгарно-натуралистическая, циничная фиксация сцен полового акта и самоцельная детализированная демонстрация обнажённых гениталий» считаются не подлежащими возрастной классификации. Они не допускаются к публичной демонстрации и распространению.
Учёными и специалистами было предложено большое количество определений порнографии. Так, в одном из комментариев к УК РФ (автор — В. В. Дорошков) даётся следующее определение порнографии: «непристойное, циничное изображение половой жизни людей. В отличие от эротического изображения в порнографии внимание акцентируется на контактах половых органов. …основным содержанием является изображение анатомических или физиологических потребностей сексуальных отношений». Также в этом комментарии пояснялось, что незаконным является распространение и изготовление порнографических материалов «без соответствующего разрешения». Однако в условиях отсутствия законодательных актов, регулирующих оборот продукции подобного характера, не существует и органов, уполномоченных выдавать такие разрешения, равно как не определены условия и порядок выдачи разрешений, вследствие чего из данных норм следует, что любое изготовление и распространение порнографических материалов является незаконным.
В другом комментарии к УК РФ (автор — А. И. Рарог) говорится, что законным может быть признано только распространение порнографических материалов «в учебных, лечебных, исследовательских целях на основании лицензии, выданной на этот вид деятельности», однако ФЗ «О лицензировании отдельных видов деятельности» не предусматривает выдачи лицензий на изготовление и распространение порнографических материалов.
Наконец, третий комментарий к УК РФ (автор — С. И. Никулин) прямо указывает, что «Всякая торговля порнографическими материалами (предметами) как вид коммерческой деятельности в Российской Федерации является незаконной».

### Правоприменительная практика
Правоприменительная практика по вопросам отнесения материалов к порнографической продукции является неоднозначной. И если в отношении порнографии с участием несовершеннолетних используется максимально жёсткий подход — такими материалами признаются даже эротические рассказы, «направленные на возбуждение сексуальных чувств либо оправдывающие сексуальное поведение в отношении несовершеннолетних» — то в отношении иной информационной продукции имеются примеры как жёсткого, так и более мягкого подхода.
В число примеров попавших под запрет материалов можно назвать программы эротического канала Hustler Gold, относящегося к тяжёлой эротике, в связи с трансляцией которой Россвязьохранкультура вынесла телекомпании «НТВ-Плюс» предупреждение, неисполнение которого могло повлечь отзыв у канала лицензии на вещание. При этом чиновники Россвязьохранкультуры сослались на ст. 4 Закона РФ «О средствах массовой информации», в которой сказано, что не допускается использование средств массовой информации в целях совершения уголовно наказуемых деяний (в том числе для распространения порнографии), а также материалов, пропагандирующих порнографию.
Спорной является ситуация с фильмами режиссёра Сергея Прянишникова. К 2004 году он получил прокатные удостоверения более чем на 1500 фильмов, большую часть которых занимали сцены эротического содержания (как созданных им самостоятельно, так и закупленных у других студий), что, по его мнению, означало, что фильмы не носят порнографического характера. Однако в выдаче лицензии на изготовление экземпляров аудиовизуальных произведений (например, тиражирование DVD-дисков) ему было отказано, и позже суды признали отказ в лицензии законным, ссылаясь на порнографический характер фильмов. В сентябре 2019 года Европейский суд по правам человека признал отказ в выдаче лицензии нарушающим право на свободу выражения своего мнения, однако не назначил какой-либо компенсации и не принял мер общего характера в отношении России (с учётом того, что лицензирование тиражирования аудиовизуальной продукции уже было отменено). В настоящее время[когда?] прокатные удостоверения для фильмов, содержащих материалы порнографического содержания, не выдаются, и суды поддерживают соответствующие решения чиновников.
В 2018 году за незаконные изготовление и оборот порнографических материалов было осуждено 246 человек, в том числе 23 к реальному и 201 к условному лишению свободы. Оправдательных приговоров вынесено не было. За изготовление или оборот порнографических материалов с участием несовершеннолетних к уголовной ответственности привлечено 210 человек, трое оправдано.

## Документальные фильмы
- «Профессия - репортёр: русское народное порно» (НТВ, 2005)
- «Детективные истории: жестокое порно» (Рен-ТВ, 2006)
- «Правда жизни: звёзды российского порно» (MTV Россия, 2006)
- «Русские сенсации: стриптиз неприкаянных душ» (НТВ, 2012)